# Тевраг Зейна (футбольный клуб)
«Тевраг Зейна» — мавританский футбольный клуб из одноименного пригорода Нуакшота, выступающий в мавританской Премьер-лиге. Клуб был основан в 2005 году.

## История
В 2009 году команда дошла до финала Кубка президента, основное время матча закончилось ничейным счетом 0:0, в серии пенальти победу со счетом 5:4 одержал «Конкорд». В следующем году удача была на стороне команды: они выиграли соревнование, обыграв в финале FC Feu Mini со счетом 3:0. Выиграв Кубок, они квалифицировались на Кубок Конфедерации КАФ 2011.
28 февраля 2011 года клуб стал первым клубом из Мавритании с 1994 года, который прошел дальше предварительного раунда в континентальном первенстве Кубка Конфедерации КАФ, обыграв «Реал Бамако» из Мали со счетом 1:0 по сумме двух матчей.
Первое чемпионство клуб завоевал в сезоне 2014/15 после победы над «Селибаби» со счетом 4:0 в последнем туре, обогнав своих соперников «Кансадо», занявших второе место с разницей в одно очко. В результате они получили право участвовать в квалификации Лиги чемпионов CAF 2016.
В сезоне 2022/2023 команда заняла 3 место в чемпионате.